# Jacob Dirckz Lonck
Jacob Dirckz Lonck (Gouda?, 1562 – aldaar, begraven 10 november 1636) was een regent in de stad Gouda in de Noordelijke Nederlanden.

## Leven en werk
Lonck werd in 1562 geboren als zoon van Dirck Jacobsz Lonck en Maritgen Thomasdr Puttershouck. Lonck vervulde diverse regentenfuncties in Gouda. Hij was onder andere heilige geestmeester, kerkmeester, thesaurier, schepen en burgemeester. Hij volgde in 1615 zijn vader op als lid van de Goudse vroedschap. In 1618 kwam er abrupt een einde aan zijn burgemeesterschap toen hij, als medestander van Van Oldenbarnevelt, door Maurits werd ontslagen als burgemeester en lid van de Goudse vroedschap.
Aanvankelijk kregen de remonstranten, waartoe ook Lonck behoorde, in Gouda na 1618 nog wel voldoende ruimte om hun geloof te beoefenen. Nadat de gematigde baljuw, Dirck Cornelisz Schaep in 1620 was vervangen door de 'ketterjager' Anthony Cloots veranderde de sfeer van tamelijk tolerant in intollerant. Ook Lonck kwam meerdere malen in botsing met Cloots. Hij werd beboet met vierhonderd gulden omdat hij toestemming had gegeven voor bijeenkomsten van de remonstranten in zijn schuur. Ook de vrouw van Lonck werd door Cloots beboet vanwege het bijwonen van een remonstrantse kerkdienst. Het Hof van Holland was van oordel dat de baljuw de boete niet had mogen opleggen.
Lonck trouwde op 13 januari 1593 met Elisabeth Gerritsdr (de) Gruyter. Hij overleed in 1636 op omstreeks 74-jarige leeftijd. Hij werd op 10 november 1636 begraven in de Sint Janskerk te Gouda.